# John Brunner
John Kilian Houston Brunner (* 24. September 1934 in Preston Crowmarsh, Oxfordshire; † 25. August 1995 in Glasgow) war ein britischer Science-Fiction-Autor.
Seine ersten Romane werden der konventionellen Space Opera zugerechnet, bald jedoch begann er, einen eigenen Romanstil zu entwickeln. Sein 1968 erschienener Roman Morgenwelt (Stand on Zanzibar) wurde 1969 mit dem Hugo Award als bester Science-Fiction-Roman ausgezeichnet und gilt heute als einer der Klassiker des Genres, ebenso wie Schafe blicken auf (The Sheep Look Up, 1972). Mit seinem Roman „Der Schockwellenreiter“, (The Shockwave Rider; 1975) gilt er als der Schöpfer des Konzeptes des Computerwurms.
John Brunner wird häufig den Cyberpunk-Autoren zugerechnet, obwohl er den Großteil seines Werkes bereits vor der Phase des Cyberpunk in den 1980er Jahren publizierte.
Seine Pseudonyme waren K. H. Brunner, Gill Hunt, John Loxmith, Trevor Staines und Keith Woodcott.

## Leben
Brunner war in seiner Kindheit oft krank. Während der erzwungenen Bettruhe entdeckte er das Lesen als Zeitvertreib und verschlang Jules Verne, H. G. Wells und die Pulps. Nach dem Schulabschluss studierte er Moderne Sprachen am Cheltenham College und verließ es 1951, ohne das ihm angebotene Stipendium für Oxford in Anspruch zu nehmen. Er hatte beschlossen, stattdessen Schriftsteller zu werden. Seinen ersten Roman, Galactic Storm, verfasste er mit 17 Jahren und konnte ihn tatsächlich unter dem Verlagspseudonym Gill Hunt veröffentlichen. Das Honorar investierte Brunner in seine erste Schreibmaschine. Seine erste SF-Story Thou Good and Faithful erschien 1953 in John W. Campbells Magazin Astounding, im selben Jahr erschien mit The Wanton of Argos auch sein erster Roman in den USA (der Text wurde später zu The Space-Time Juggler erweitert).
1953 bis 1955 leistete Brunner seine Wehrpflicht bei der RAF ab, was er als die nutzloseste Zeit seines Lebens bezeichnete und zu einer tiefsitzenden und konsequenten Abneigung gegenüber dem Militär führte. Nach seinem Abschied von der Armee zog er nach London, um hier als freiberuflicher Autor zu leben. Zwar schrieb er sehr viel, musste aber angesichts der schlechten Bezahlung doch immer wieder Gelegenheitsjobs annehmen, um über die Runden zu kommen. Er heiratete am 12. Juli 1958 die zwanzig Jahre ältere Marjorie Rosamond Sauer und konzentrierte sich ab seinem 24. Lebensjahr auf die hauptberufliche Schriftstellerei, denn seine Frau kümmerte sich von nun an um alles Geschäftliche. Sie hatten jetzt ein Auskommen, auch wenn das bedeutete, dass Brunner in rund sieben Jahren 27 Romane produzieren musste, die bei Ace Books erschienen (teilweise unter Pseudonym).
Brunner engagierte sich zusammen mit seiner Frau in der britischen Ostermarschbewegung. 1959 veranstalteten sie eine auch in der Bundesrepublik Deutschland gezeigte Ausstellung über atomare Abrüstung. Für den Protestsong The H-Bomb Thunder schrieb Brunner den Text. 1972 nahm er als offizieller Beobachter an der Weltfriedenskonferenz in Moskau teil. Im August 1970 war Brunner Toastmaster der 28. World Science Fiction Convention in Heidelberg.
Mitte der 1960er Jahre begann der Autor zu experimentieren. So veröffentlichte er 1965 den Roman The Squares of the City, der nach einem Schachspiel konzipiert war, und 1968 das Meisterwerk Stand on Zanzibar (dt. Morgenwelt), das alle wichtigen Preise, unter anderem den Hugo Award, gewann und als einer der Meilensteine der SF gilt. Die hier angewendeten Techniken der literarischen Collage finden sich auch in anderen Werken dieser Phase, etwa in The Sheep Look up (1972, dt. Schafe blicken auf). Parallel zu diesem und anderen Beispielen ausgefeilter, künstlerisch hochstehender SF-Literatur (The Jagged Orbit, 1969; dt. Ein irrer Orbit oder Das Gottschalk-Komplott und The Shockwave Rider, 1975) schrieb er unaufhörlich weiter anspruchslose Massenware, um Geld zu verdienen. Er selbst sagte dazu: „Ich lebe in einem System, das mich zwingt, mein Auskommen durch meine Arbeit zu verdienen. Ich backe sozusagen Brötchen und ich backe Torten. Von den Brötchen lebe ich.“ Selbst Fantasy und Krimis finden sich unter seinen Büchern.
Brunners Gesundheit verschlechterte sich in den 1980er Jahren rapide, und er hatte massive Probleme mit extremem Bluthochdruck. Die Zahl seiner Veröffentlichungen sank, und er versuchte es jetzt auch mit historischen Romanen wie The Great Steamboat Race. Auch geschäftlich ging es bergab, insbesondere nach dem Tod seiner Frau im Jahre 1986, als er sich plötzlich ohne regelmäßiges Einkommen sah. Fünf Jahre später, am 27. September 1991, heiratete er seine zweite Frau, die chinesische Einwanderin Li Yi Tan, und starb schließlich im Jahre 1995 in Glasgow an einem Schlaganfall, als er an der World Science Fiction Convention teilnahm.

## Auszeichnungen
- 1965 British Science Fiction Association Award in der Kategorie „Body of Work“
- 1969 British Science Fiction Association Award für Stand on Zanzibar als bester Roman
- 1969 Hugo Award für Stand on Zanzibar als bester Roman
- 1970 British Science Fiction Association Award für Stand on Zanzibar
- 1971 British Science Fiction Association Award für The Jagged Orbit als bester Roman
- 1973 Prix Apollo für Tous à Zanzibar (Stand on Zanzibar)
- 1989 Interzone Readers Poll in der Kategorie „All-Time Best Sf Author“
- 1997 Interzone Readers Poll für The Drummer and the Skins in der Kategorie „Fiction“

## Bibliografie
Wird bei Übersetzungen von Kurzgeschichten als Quelle nur Titel und Jahr angegeben, so findet sich die vollständige Angabe bei der entsprechenden Sammelausgabe.

### Serien und Zyklen
Die Serien sind nach dem Erscheinungsjahr des ersten Teils geordnet.
Interstellar Empire
- Galactic Storm (1951)
- The Wanton of Argus (in: Two Complete Science-Adventure Books, Summer 1953; auch: The Space-Time Juggler, 1963)
  - Deutsch: Die Hexe von Argus. In: Sie schenkten uns die Sterne. 1978.
- The Man from the Big Dark (in: Science Fiction Adventures, June 1958)
  - Deutsch: Der Mann aus dem Großen Dunkel. Übersetzt von Martin Eisele. In: Sie schenkten uns die Sterne. 1978.
- The Altar at Asconel (2 Teile in: If, April 1965 ff.; auch: The Altar on Asconel; auch: The Altar On Asconel)
  - Deutsch: Brückenkopf Asconel. Übersetzt von Leni Sobez. Moewig (Terra Nova #139), 1970. Auch als: Der Altar auf Asconel. Übersetzt von Martin Eisele. In: Sie schenkten uns die Sterne. 1978.
- Interstellar Empire (Sammlung, 1976)
  - Deutsch: Sie schenkten uns die Sterne. Übersetzt von Martin Eisele. Droemer Knaur (Knaur Science Fiction & Fantasy #707), 1978, ISBN 3-426-00707-X.
- The Stars Move Still (2003, in: John Grant und Dave Hutchinson (Hrsg.): Strange Pleasures 2)

Tonny Caxton’s Solix Six (Kurzgeschichten)
- The Man Who Played the Blues (in: Science Fantasy, v 6 #17, 1956)
- When Gabriel … (1956, in: Science Fantasy, Vol. 7, No. 19; auch: When Gabriel, 1957)
- Whirligig! (in: Beyond Infinity, November-December 1967)
  - Deutsch: Sprung in die Zukunft. Übersetzt von Tony Westermayr. In: Der galaktische Verbraucher-Service. 1976.
- Djinn Bottle Blues (in: Fantastic, February 1972)
- The Drummer and the Skins (in: Interzone, #103 January 1996)

Traveller in Black
- Imprint of Chaos (1960, in: Science Fantasy, #42 August)
  - Deutsch: Prägung des Chaos. Übersetzt von Hans Maeter. In: Reisender in Schwarz. 1982.
- Break the Door of Hell (in: Impulse, April 1966)
  - Deutsch: Zerschmettere das Tor zur Hölle. Übersetzt von Lore Straßl. In: Terry Carr (Hrsg.): Jenseits aller Träume. Pabel (Terra Fantasy #74), 1980. Auch als: Zerbrich die Höllenpforte. Übersetzt von Hans Maeter. In: Reisender in Schwarz. 1982.
- The Wager Lost by Winning (in: Fantastic, April 1970)
  - Deutsch: Die Wette, die durch Gewinnen verloren wurde. Übersetzt von Hans Maeter. In: Reisender in Schwarz. 1982.
- Dread Empire (1971, in: John Brunner: The Traveler in Black)
  - Deutsch: Das Schreckensreich. Übersetzt von Hans Maeter. In: Reisender in Schwarz. 1982.
- The Traveler in Black (Sammlung, 1971; auch: Traveller in Black, 1978; auch: The (Compleat) Traveller in Black, 2011)
  - Deutsch: Reisender in Schwarz. Übersetzt von Hans Maeter. Heyne SF&F #3884, 1982, ISBN 3-453-30807-7.
- The Things That Are Gods (in: Asimov’s SF Adventure Magazine, Fall 1979)
- The Compleat Traveller in Black (Sammlung, 1986)

Zarathustra Refugee Planets (Romane)
- 1 Secret Agent of Terra (1962; auch: The Avengers of Carrig, 1989)
  - Deutsch: Geheimagentin der Erde. Übersetzt von Walter Brumm. Moewig (Terra #So. Bd. 82), München 1962, DNB 363390510. Auch als: Die Rächer von Carrig. In: Die Opfer der Nova. 1993.
- 2 Castaways’ World (1963; auch: Polymath, 1974; auch: Castaway’s World)
  - Deutsch: Flucht vor der Nova. Übersetzt von Birgit Bohusch. Moewig (Terra #445), 1966. Auch als: Der Kolonisator. Übersetzt von Barbara Heidkamp. Bastei Lübbe Science Fiction Abenteuer #23027, 1983, ISBN 3-404-23027-2. Auch als: Polymath. Übersetzt von Barbara Heidkamp. In: Die Opfer der Nova. 1993.
- 3 The Repairmen of Cyclops (2 Teile in: Fantastic Stories of Imagination, January 1965 ff.)
  - Deutsch: Mechaniker der Unsterblichkeit. Moewig (Terra Nova #189), 1971. Auch als: Die Erlöser von Zyklop. Übersetzt von Horst Pukallus. In: Die Opfer der Nova. 1993.
- Victims of the Nova (Sammelausgabe von 1–3; 1974)
  - Deutsch: Die Opfer der Nova. Heyne SF&F #4341, 1993, ISBN 3-453-06213-2.

Galactic Consumer Reports (Kurzgeschichten)
- 1 Galactic Consumer Reports No. 1: Inexpensive Time Machines (in: Galaxy Magazine, December 1965; auch: Galactic Consumer Report No. 1: Inexpensive Time Machines, 1973)
  - Deutsch: Billige Zeitmaschinen. Übersetzt von Waldemar Kumming. In: Waldemar Kumming, Gary Klüpfel und Walter Reinecke (Hrsg.): Munich Round Up 89. Privatdruck, 1966. Auch als: Der galaktische Verbraucher-Service 1. Bericht: Preiswerte Zeitmaschinen. Übersetzt von Tony Westermayr. In: Der galaktische Verbraucher-Service. 1976.
- 2 Galactic Consumer Report No. 2: Automatic Twin-Tube Wishing Machines (in: Galaxy Magazine, June 1966)
  - Deutsch: Der galaktische Verbraucher-Service 2. Bericht: Automatische Doppelröhren-Wunschmaschinen. Übersetzt von Tony Westermayr. In: Der galaktische Verbraucher-Service. 1976.
- 3 Galactic Consumer Report No. 3: A Survey of the Membership (in: Galaxy Magazine, December 1967)
  - Deutsch: Der galaktische Verbraucher-Service 3. Bericht: Überblick über die Leserschaft. Übersetzt von Tony Westermayr. In: Der galaktische Verbraucher-Service. 1976.
- 4 Galactic Consumer Report No. 4: Thing-of-the-Month Clubs (1988, in: John Brunner: The Best of John Brunner)

Max Curfew (Romane)
- A Plague on Both Your Causes (1969; auch: Blacklash)
  - Deutsch: Anderer Leute Kastanien : Kriminalroman. Übersetzt von Hubert Deymann. Rowohlt (rororo #2316), Reinbek (bei Hamburg) 1974, ISBN 3-499-42316-2.
- Good Men Do Nothing (1970)
  - Deutsch: Reise in die Hölle : Kriminalroman. Übersetzt von Christine Penitzka. Desch (Die Mitternachtsbücher #596), München 1972, ISBN 3-420-00596-2.
- Honky in the Woodpile (1971)

Mr. Secrett (Kurzgeschichten)
- The Man Who Could Provide Us with Elephants (in: The Magazine of Fantasy and Science Fiction, October 1977)
  - Deutsch: Der Kerl, der uns die Elefanten besorgte. Übersetzt von Ronald M. Hahn. In: Manfred Kluge (Hrsg.): Lektrik Jack. Heyne SF&F #3681, 1979, ISBN 3-453-30600-7.
- The Man Who Understood Carboniferous Flora (in: The Magazine of Fantasy and Science Fiction, April 1978)
- The Man Whose Eyes Beheld the Glory (1980, in: Ramsey Campbell (Hrsg.): New Terrors 2)
- The Man with a God That Worked (in: The Magazine of Fantasy & Science Fiction, December 1980)
- The Man Who Saw the Thousand-Year Reich (in: The Magazine of Fantasy & Science Fiction, November 1981)
  - Deutsch: Der Mann, der das tausendjährige Reich sah. In: Ronald M. Hahn (Hrsg.): Cyrion in Bronze. Heyne SF&F #3965, 1983, ISBN 3-453-30897-2.
- The Man Who Made the Fur Fly (in: The Magazine of Fantasy & Science Fiction, June 1985)
- The Man Who Was a Legend in His Own Time (in: The Magazine of Fantasy & Science Fiction, June 1986)
- The Man With a Taste for Turkeys (in: The Magazine of Fantasy & Science Fiction, May 1989)
  - Deutsch: Preisgekrönter Schund. In: Ronald M. Hahn (Hrsg.): Mr. Corrigans Homunculi. Heyne SF&F #4734, 1990, ISBN 3-453-04321-9.
- The Man Who Lost the Game of Life (in: The Magazine of Fantasy & Science Fiction, January 1992)
  - Deutsch: Der Mann, der das Spiel des Lebens verlor. Übersetzt von Horst Pukallus. In: Ronald M. Hahn (Hrsg.): Invasoren. Heyne SF&F #5113, 1994, ISBN 3-453-07279-0.

Posthumous Collaborations (Kurzgeschichten)
- Hard to Credit (in: The Magazine of Fantasy & Science Fiction, October 1985)
- The History of My Aunt (in: Pulphouse: A Fiction Magazine, October 25, 1991)
- Alfred Vale: A Cautionary Tale (Gedichte in: Weird Tales, Spring 1992)
- The Dead Man (in: The Magazine of Fantasy & Science Fiction, October-November 1992; mit J*rge L**s B*rg*s)
- The Numbers Racket (in: Analog Science Fiction and Fact, June 1993)
- A Future Fable For Our Time: The Paraverse (in: Expanse, Summer 1994)
- A Misleading Case in Future Law (in: Beyond Fantasy & Science Fiction #2, June/July 1995)

### Romane
- Threshold of Eternity (3 Teile in: New Worlds Science Fiction, #66 December 1957 ff.; mit Damien Broderick)
  - Deutsch: Der große Zeitkrieg. Übersetzt von Walter K. Baumann. Moewig (Terra Sonderband #77), 1963.
- The 100th Millennium (1959; auch: Catch a Falling Star, 1968)
  - Deutsch: Ein Stern kehrt zurück. Übersetzt von Birgit Reß-Bohusch. Heyne SF&F #3293, 1972.
- The World Swappers (1959)
  - Deutsch: Ein Planet zu verschenken. Übersetzt von Horst Mayer. Moewig (Terra Sonderband #63), 1962.
- The Brink (1959)
- Echo in the Skull (1959)
  - Deutsch: Echo aus dem All. Übersetzt von Ingrid Neumann. Moewig Terra #403, 1965.
- Slavers of Space (1960; auch: Into the Slave Nebula, 1968)
  - Deutsch: Bürger der Galaxis. Übersetzt von Birgit Reß-Bohusch. Moewig (Terra Sonderband #39), 1961. Auch als: Bürger der Galaxis. Übersetzt von Birgit Reß-Bohusch. Heyne-Bücher #3203, München 1970, DNB 456210407.
- The Skynappers (1960)
- The Atlantic Abomination (1960)
  - Deutsch: Das Monstrum aus der Tiefe. Übersetzt von Robert Kapina. Pabel-Moewig (Terra Astra #111), 1973.
- Sanctuary in the Sky (1960)
  - Deutsch: Asyl zwischen den Sternen. Übersetzt von Heinz Zwack. Pabel (Utopia Sonderband #204), 1963.
- I Speak for Earth (1961; auch als Keith Woodcott)
  - Deutsch: Ich spreche für die Erde. Übersetzt von Gisela Stege. Moewig (Terra #247), 1962.
- Meeting at Infinity (1961)
  - Deutsch: Treffpunkt Unendlichkeit. Übersetzt von Birgit Reß-Bohusch. Moewig (Terra-Taschenbuch #182), München 1970, DNB 456210458.
- Put Down This Earth (1961, 3 Teile in: New Worlds Science Fiction, #107 June ff.; auch: The Dreaming Earth, 1963)
  - Deutsch: Träumende Erde. Übersetzt von Hugh Walker. Pabel-Taschenbuch #302, 1967.
- The Ladder in the Sky (1962, in: Robert Moore Williams (Hrsg.) und John Brunner: The Ladder in the Sky / The Darkness Before Tomorrow; auch als Keith Woodcott)
  - Deutsch: Der Ring des Terrors. Übersetzt von Birgit Reß-Bohusch. Moewig (Terra Nova #33), 1968.
- The Super Barbarians (1962)
- Crack of Doom (1962, 2 Teile in: New Worlds Science Fiction, #122 September ff.; auch: The Psionic Menace, 2013)
  - Deutsch: Ruf des Todes. Pabel (Utopia Zukunftsroman #386), 1964.
- Listen! The Stars! (1962)
  - Deutsch: Die Sternlauscher. Übersetzt von Heinz F. Kliem. Moewig Terra #428, 1966.
- To Conquer Chaos (1963, 3 Teile in: New Worlds Science Fiction, #133 August ff.)
  - Deutsch: Die Wächter der Sternstation. Übersetzt von Wulf H. Bergner. Moewig (Terra Taschenbuch #102), 1965. Auch als: Wächter der Sternstation. Moewig (Terra Astra #49), 1972. Auch als: Das öde Land. Übersetzt von Irene Holicki. Heyne SF&F #4479, 1988, ISBN 3-453-01013-2.
- The Astronauts Must Not Land (1963; auch: More Things in Heaven, 1973)
  - Deutsch: Ungeheuer am Himmel. Übersetzt von Birgit Bohusch. Moewig (Terra #434), 1965. Auch als: Mehr Dinge zwischen Himmel und Erde. Übersetzt von Hans Maeter. Heyne SF&F #3982, 1983, ISBN 3-453-30915-4.
- The Rites of Ohe (1963, in: John Brunner: Castaways’ World / The Rites of Ohe)
  - Deutsch: Die Sitten der Oheaner. Pabel (Utopia Zukunftsroman #407), 1964.
- The Psionic Menace (1963; als Keith Woodcott)
- The Crutch of Memory (1964)
- The Whole Man (1964; auch: Telepathist, 1965)
  - Deutsch: Beherrscher der Träume. Übersetzt von Tony Westermayr. Goldmanns Weltraum Taschenbücher #068, 1966, DNB 456210482. Auch als: Der ganze Mensch. Übersetzt von René Mahlow. Heyne SF&F #3609, 1978, ISBN 3-453-30516-7.
- Enigma From Tantalus (2 Teile in: Amazing Stories, October 1964 ff.; auch: Enigma from Tantalus, 1965)
- Endless Shadow (1964)
- The Martian Sphinx (1965)
- Wear the Butchers’ Medal (1965)
- The Day of the Star Cities (1965; auch: Age of Miracles, 1975)
  - Deutsch: Transit ins All. Übersetzt von Tony Westermayr. Goldmanns Zukunftsromane #75, 1967. Auch als: Im Zeitalter der Wunder. Übersetzt von Tony Westermayr. Goldmann Science Fiction #23361, 1980, ISBN 3-442-23361-5.
- The Long Result (1965)
  - Deutsch: Botschaft aus dem All. Übersetzt von Hans-Ulrich Nichau. Goldmanns Zukunftsromane #74, 1967.
- The Squares of the City (1965)
  - Deutsch: Die Plätze der Stadt. Übersetzt von Horst Pukallus. Heyne SF&F #3688, 1980, ISBN 3-453-30608-2.
- The Martian Sphinx (1965; als Keith Woodcott)
- The Productions of Time (2 Teile in: The Magazine of Fantasy and Science Fiction, August 1966 ff.)
  - Deutsch: Spion aus der Zukunft. Übersetzt von Wulf H. Bergner. Heyne SF&F #3137, 1969. Auch als: Probe für die Zukunft. Übersetzt von Tony Westermayr. Goldmann Science Fiction #0241, 1977, ISBN 3-442-23241-4.
- Born Under Mars (2 Teile in: Amazing Stories, December 1966 ff.)
  - Deutsch: Im Zeichen des Mars. Übersetzt von Walter Brumm. Heyne SF&F #3268, 1971, DNB 720050774.
- A Planet of Your Own (1966)
  - Deutsch: Planet der Ausgestoßenen. Moewig (Terra nova #179), München 1970, DNB 363390529.
- Repairmen of Cyclops (1966)
  - Deutsch: Mechaniker der Unsterblichkeit. Übersetzt von Axel Altmeyer. Moewig Terra Nova #189, 1971.
- Quicksand (1967)
  - Deutsch: Treibsand. Übersetzt von Horst Pukallus. Heyne SF&F #3902, 1982, ISBN 3-453-30826-3.
- Bedlam Planet (1968)
  - Deutsch: Die Pioniere von Sigma Draconis. Übersetzt von Walter Brumm. Heyne SF&F #3238, 1971.
- Stand on Zanzibar (1968)
  - Deutsch: Morgenwelt. John Bruner. Übersetzt von Horst Pukallus. Heyne SF&F #3750, 1980, ISBN 3-453-30653-8.
- Double, Double (1969)
  - Deutsch: Doppelgänger. Übersetzt von Hans Maeter. Heyne SF&F #3850, 1981, ISBN 3-453-30779-8.
- Black Is the Color (1969)
- The Jagged Orbit (1969)
  - Deutsch: Morgen geht die Welt aus den Angeln. Übersetzt von Tony Westermayr. Goldmanns Weltraum Taschenbücher #0115, 1970, DNB 456210415. Auch als: Das Gottschalk-Komplott. Hrsg. und mit einem Nachwort von Hans Joachim Alpers. Übersetzt von Horst Pukallus. Moewig Science Fiction #3565, 1982, ISBN 3-8118-3565-3. Auch als: Ein irrer Orbit: Festung Amerika: das Panorama des politischen Verfalls einer paranoiden Kultur. Heyne SF&F #4672, 1993, ISBN 3-453-06606-5.
- Timescoop (1969)
  - Deutsch: Die Zeitsonde. Übersetzt von Walter Brumm. Heyne SF&F #3234, 1971.
- The Avengers of Carrig (1969)
  - Deutsch: Geheimagentin der Erde. Übersetzt von Walter Brumm. Heyne-Bücher #3286, München 1972, DNB 720102731. Auch als: Die Rächer von Carrig. Übersetzt von Walter Brumm. In: Die Opfer der Nova. 1993.
- Black Is the Colour (1969)
- The Incestuous Lovers (1969; als Henry Crosstrees Jr)
- The Devil’s Work (1970)
- The Gaudy Shadows (1970)
  - Deutsch: Tödliche Visionen. Desch (Die Mitternachtsbücher #567), 1972, ISBN 3-420-00567-9.
- The Dramaturges of Yan (2 Teile in: Fantastic, October 1971 ff.)
  - Deutsch: Die Dramaturgisten von Yan. Übersetzt von Lore Straßl. Bastei Lübbe Science Fiction Taschenbuch #21046, 1974, ISBN 3-404-09975-3.
- The Wrong End of Time (2 Teile in: Amazing Science Fiction, November 1971 ff.)
  - Deutsch: Am falschen Ende der Zeit. Übersetzt von Horst Pukallus. Droemer Knaur (Knaur Science Fiction & Fantasy #5712), 1979, ISBN 3-426-05712-3.
- The Sheep Look Up (1972)
  - Deutsch: Schafe blicken auf. Übersetzt von Horst Pukallus. Heyne SF&F #3617, 1978, ISBN 3-453-30526-4.
- The Stardroppers (1972)
  - Deutsch: Echo der Sterne. Übersetzt von Leni Sobez. Bastei-Verlag Lübbe (Bastei Lübbe #21087), Bergisch Gladbach 1976, ISBN 3-404-00532-5. Auch als: Sternenlauscher. Übersetzt von Leni Sobez. Bastei Lübbe Science Fiction Abenteuer #23015, 1982, ISBN 3-404-23015-9.
- The Stone That Never Came Down (2 Teile in: Amazing Science Fiction, October 1973 ff.)
  - Deutsch: Die dunklen Jahre. Übersetzt von Walter Brumm. Heyne SF&F #3565, 1977, ISBN 3-453-30459-4.
- Age of Miracles (1973)
  - Deutsch: Im Zeitalter der Wunder. Übersetzt von Tony Westermayr. Goldmann Science Fiction #23361, 1980, ISBN 3-442-23361-5.
- Ball in the Family (1973)
- Web of Everywhere (2 Teile in: Galaxy, March 1974 ff.; auch: The Webs of Everywhere, 1983)
  - Deutsch: Verbotene Kodierungen. Übersetzt von Bernd W. Holzrichter. Droemer Knaur (Knaur Science Fiction & Fantasy #5725), 1980, ISBN 3-426-05725-5.
- Total Eclipse (2 Teile in: Amazing Science Fiction, April 1974 ff.)
  - Deutsch: Das Geheimnis der Draconier. Übersetzt von Barbara Heidkamp. Bastei Lübbe Science Fiction Taschenbuch #21066, 1975, ISBN 3-404-00264-4.
- Give Warning to the World (1974)
  - Deutsch: Warnung an die Welt. Übersetzt von Hans Maeter. Heyne SF&F #4007, 1983, ISBN 3-453-30944-8.
- The Shockwave Rider (1975)
  - Deutsch: Der Schockwellenreiter. Übersetzt von Horst Pukallus. Heyne SF&F #3667, 1979, ISBN 3-453-30584-1.
- The Infinitive of Go (1980)
  - Deutsch: Der Infinitiv von Go. Übersetzt von Hans Maeter. Heyne SF&F #3964, 1983, ISBN 3-453-30896-4.
- Players at the Game of People (1980)
  - Deutsch: Das Menschenspiel. Übersetzt von Hans Maeter. Heyne SF&F #4056, 1984, ISBN 3-453-30999-5.
- Manshape (1982)
  - Deutsch: Sonnenbrücke. Übersetzt von Barbara Heidkamp. Bastei Lübbe Science Fiction Action #21181, 1984, ISBN 3-404-21181-2.
- The Crucible of Time (1982)
  - Deutsch: Die Gußform der Zeit. Übersetzt von Walter Brumm. Heyne SF&F #4226, 1985, ISBN 3-453-31206-6.
- While There’s Hope (1982)
- The Great Steamboat Race (1983)
  - Deutsch: Mississippi : Das grosse Dampfboot-Rennen von 1870. Übersetzt von Lore Straßl. Lübbe (Bastei-Lübbe-Taschenbuch #28168), Bergisch Gladbach 1988, ISBN 3-404-28168-3.
- The Tides of Time (1984)
  - Deutsch: Die Gezeiten der Zeit. Übersetzt von Irene Holicki. Heyne SF&F #4430, 1987, ISBN 3-453-00438-8.
- The Shift Key (1987)
  - Deutsch: Schnittstelle. Übersetzt von Roland Fleissner. Heyne SF&F #4665, 1990, ISBN 3-453-03932-7.
- The Days of March (1988)
- Children of the Thunder (1988)
  - Deutsch: Kinder des Donners. Übersetzt von Irene Bonhorst. Heyne SF&F #4683, 1990, ISBN 3-453-04266-2.
- A Maze of Stars (1991)
  - Deutsch: Labyrinth der Sterne. Übersetzt von Horst Pukallus. Heyne SF&F #4909, 1992, ISBN 3-453-05832-1.
- Muddle Earth (1993)
  - Deutsch: Chaos Erde. Übersetzt von Horst Pukallus. Heyne SF&F #5535, 1996, ISBN 3-453-11876-6.
- Threshold of Eternity – The Novel (2017; mit Damien Broderick)

### Sammlungen
- No Future in It (1962)
  - Deutsch: Anfrage an Pluto. Übersetzt von Tony Westermayr. Goldmanns Zukunftsromane #43, 1963.
- Times Without Number (1962)
  - Deutsch: Sturz in die Wirklichkeit. Übersetzt von Horst Mayer. Pabel (Utopia Zukunftsroman #527), 1967. Auch als: Im Chaos der Zeit. Übersetzt von H. P. Lehnert. Moewig (Terra Astra #41), 1972. Auch als: Zeiten ohne Zahl. Übersetzt von Biggy Winter. Heyne SF&F #4238, 1985, ISBN 3-453-31226-0.
- Now Then (1965; auch: Now Then!)
- No Other Gods But Me (1966)
- Trip: A Cycle of Poems (1966; auch: Trip: A Sequence of Poems Through the U.S.A., 1971)
- Out of My Mind (1968)
- Not Before Time (1968)
- Life in an Explosive Forming Press (1970)
- From This Day Forward (1972)
  - Deutsch: Von diesem Tage an. Übersetzt von Hans Maeter. Heyne SF&F #4125, 1984, ISBN 3-453-31095-0.
- Entry to Elsewhen (1972)
  - Deutsch: Durchstieg ins Irgendwann. Übersetzt von Walter Brumm. Heyne SF&F #3427, 1975, ISBN 3-453-30317-2.
- Time-Jump (1973)
  - Deutsch: Der galaktische Verbraucher-Service: Zeitmaschinen für Jedermann. Übersetzt von Tony Westermayr. Goldmann Science Fiction #0235, 1976, ISBN 3-442-23235-X.
- A Hastily Thrown Together Bit of Zork (1974)
- The Book of John Brunner (1976)
- Tomorrow May Be Even Worse: An Alphabet of Science Fiction Cliches (1978)
- Foreign Constellations: The Fantastic Worlds of John Brunner (1980)
  - Deutsch: Fremde Konstellationen. Übersetzt von Yoma Cap und Peter Pape. Heyne SF&F #4239, 1985, ISBN 3-453-31227-9.
- Polymath / the Avengers of Carrig / the Repairmen of Cyclops (1981)
  - Deutsch: Die Opfer der Nova. Übersetzt von Barbara Heidkamp. Heyne SF&F #4341, 1993, ISBN 3-453-06213-2.
- A New Settlement of Old Scores (1983)
- The Best of John Brunner (1988)
- Three Complete Novels (1995, Sammelausgabe)
- Children of the Thunder / The Tides of Time / The Crucible of Time (1995)
- The Man Who Was Secrett and Other Stories (2013)
- Sheep Look Up / Shockwave Rider / Traveller in Black (2014, Sammelausgabe)
- The John Brunner Collection Volume One (2018, Sammelausgabe)
- The John Brunner Collection Volume Two (2018, Sammelausgabe)
- The Society of Time (2020)

### Kurzgeschichten
1951
- The Watchers (in: Slant, Winter 1951)

1953
- Brainpower (1953, in: Nebula Science Fiction, Number 2)
- Thou Good and Faithful (in: Astounding Science Fiction, March 1953)

1954
- Tomorrow Is Another Day (in: Authentic Science Fiction Monthly, #43 (March) 1954)

1955
- Armistice (in: Astounding Science Fiction, January 1955)
- Visitors’ Book (in: New Worlds Science Fiction, #34 April 1955)
- Fiery Pillar (in: New Worlds Science Fiction, #38 August 1955)
- No Future in It (in: Science Fantasy, September 1955)
  - Deutsch: Ein Geschäft ohne Zukunft. Übersetzt von Tony Westermayr. In: John Brunner: Anfrage an Pluto. 1963.
- The Talisman (in: Science Fantasy, September 1955)
- Death Do Us Part (in: Science Fantasy, v 6 #16, 1955)
  - Deutsch: Bis der Tod euch scheidet. Übersetzt von Tony Westermayr. In: Der galaktische Verbraucher-Service. 1976.
- The Uneasy Head (in: New Worlds Science Fiction, #41 November 1955)
- Puzzle for Spacemen (in: New Worlds Science Fiction, #42 December 1955)
  - Deutsch: Anfrage an Pluto. Übersetzt von Tony Westermayr. In: John Brunner: Anfrage an Pluto. 1963.
- The Biggest Game (1955; auch: The Men in Black, 1966)
  - Deutsch: Das größte Wild. Übersetzt von Hans Maeter. In: John Brunner: Von diesem Tage an. 1984.

1956
- Host Age (in: New Worlds Science Fiction, #43 January 1956)
  - Deutsch: Die Epidemie. Übersetzt von Walter Brumm. In: John Brunner: Durchstieg ins Irgendwann. 1975.
- Nuisance Value (in: Authentic Science Fiction Monthly, #66 (February) 1956)
- Proof Negative (in: Science Fantasy, v 6 #17, 1956)
- Thing Friday (in: New Worlds Science Fiction, #44 February 1956)
- Fair (in: New Worlds Science Fiction, #45 March 1956)
  - Deutsch: Das endlose Band. Übersetzt von Tony Westermayr. In: John Brunner: Anfrage an Pluto. 1963.
- Mowgli (in: Authentic Science Fiction, #69 (May) 1956)
- This Rough Magic (in: Science Fantasy, v 6 #18, 1956)
- Two by Two (in: New Worlds Science Fiction, #47 May 1956)
- To Make a Man (in: New Worlds Science Fiction, #48 June 1956)
- By the Name of Man (1956, in: Nebula Science Fiction, Number 17; auch: Substitute God, 1958)
- Hope Deferred (1956, in: Nebula Science Fiction, Number 18)
- The Number of My Days (1956, in: Nebula Science Fiction, Number 19)
- A Time to Rend (in: Science Fantasy, v 7 #20, 1956; auch: No Other Gods But Me, 1966)
  - Deutsch: Die Welt der Telepathen. Übersetzt von Walter Brumm. In: John Brunner: Durchstieg ins Irgendwann. 1975.
- The Windows of Heaven (1956)
  - Deutsch: Die Fenster des Himmels. Übersetzt von Tony Westermayr. In: John Brunner: Anfrage an Pluto. 1963.

1957
- Eye of the Beholder (in: Fantastic Universe, January 1957)
- The Kingdoms of the World (in: Science Fantasy, v 7 #21, 1957)
- Out of Order (in: New Worlds Science Fiction, #58 April 1957)
  - Deutsch: Wir liefern gestern. Übersetzt von Tony Westermayr. In: John Brunner: Anfrage an Pluto. 1963.
- Treason (1957, in: Nebula Science Fiction, Number 21; auch: Treason Is a Two-Edged Sword, 1968)
- Lungfish (in: Science Fantasy, December 1957)
  - Deutsch: Die Lungenfische. Übersetzt von Walter Brumm. In: John Brunner: Durchstieg ins Irgendwann. 1975.

1958
- The Hired Help (1958, in: Nebula Science Fiction, Number 27)
- Rendezvous With Destiny (in: Fantastic Universe, March 1958)
- Earth Is But a Star (in: Science Fantasy, v10 #29, 1958)
- City of the Tiger (in: Science Fantasy, v11 #32, 1958)

1959
- The Trouble I See (in: New Worlds Science Fiction, #81 March 1959)
  - Deutsch: Das Leid, das ich sehe. Übersetzt von Hans Maeter. In: John Brunner: Von diesem Tage an. 1984.
- The Whole Man (in: Science Fantasy, April 1959)
- Round Trip (in: New Worlds Science Fiction, #85 July 1959; auch: The Round Trip)
- Echo in the Skull (1959, in: Science Fantasy, #36 August)
  - Deutsch: Das Echo aus dem All. In: Das Echo aus dem All. Moewig (Terra #403), 1965.
- Silence (in: Galaxy Magazine, October 1959; auch: Elected Silence, 1962)
  - Deutsch: Der Weltraumsträfling. Übersetzt von Tony Westermayr. In: John Brunner: Anfrage an Pluto. 1963.
- Curative Telepath (in: Fantastic Universe, December 1959)

1960
- Badman (1960, in: New Worlds Science Fiction, #92 March)
  - Deutsch: Der Schreckliche. Übersetzt von Tony Westermayr. In: John Brunner: Anfrage an Pluto. 1963.
- The Fourth Power (1960, in: New Worlds Science Fiction, #93 April)
- The Gaudy Shadows (1960, in: Science Fantasy, #41 June)
- Report on the Nature of the Lunar Surface (in: Astounding/Analog Science Fact & Fiction, August 1960)
  - Deutsch: Frühstück auf dem Mond. Übersetzt von Tony Westermayr. In: John Brunner: Anfrage an Pluto. 1963.
- Prerogative (1960, in: New Worlds Science Fiction, #100 November)
- All the Devils in Hell (1960, in: Science Fantasy, #44 December)

1961
- The Analysts (1961, in: Science Fantasy, #48 August)

1962
- Ouef Du Coq (1962, in: Science Fantasy, #51 February)
- The Iron Jackass (in: Analog Science Fact → Science Fiction, March 1962)
  - Deutsch: Kein Bedarf für Roboter. Übersetzt von Tony Westermayr. In: John Brunner: Anfrage an Pluto. 1963.
- Stimulus (1962, in: New Worlds Science Fiction, #116 March)
  - Deutsch: Rote Katzenaugen. Übersetzt von Tony Westermayr. In: John Brunner: Anfrage an Pluto. 1963.
- Father of Lies (1962, in: Science Fantasy, #52 April)
- Such Stuff (in: The Magazine of Fantasy and Science Fiction, June 1962; auch: Such Stuff …)
  - Deutsch: Die gestohlenen Träume. Übersetzt von Charlotte Winheller. In: Charlotte Winheller (Hrsg.): Das letzte Element. Heyne Allgemeine Reihe #224, 1963.
- Listen! The Stars! (in: Analog Science Fact → Science Fiction, July 1962)
  - Deutsch: Die Sternlauscher. Übersetzt von Heinz F. Kliem. In: Die Sternlauscher. Moewig (Terra #428), 1965.
- Protect Me from My Friends (1962, in: John Brunner: No Future in It)
- Feghoot I (1962)

- Spoil of Yesterday (1962, in: Science Fiction Adventures, No. 25)
  - Deutsch: Übersetzt von Horst Mayer in: Sturz in die Wirklichkeit. Pabel (Utopia Zukunftsroman #527), 1967. Übersetzt von H. P. Lehnert in: Im Chaos der Zeit. Moewig (Terra Astra #41), 1972. Auch als: Siegesbeute von gestern. Übersetzt von Biggy Winter. In: John Brunner: Zeiten ohne Zahl. Übersetzt von Biggy Winter. Heyne SF&F #4238, 1985, ISBN 3-453-31226-0.
- The Word Not Written (1962, in: Science Fiction Adventures, No. 26)
  - Deutsch: Übersetzt von Horst Mayer in: Sturz in die Wirklichkeit. Pabel (Utopia Zukunftsroman #527), 1967. Übersetzt von H. P. Lehnert in: Im Chaos der Zeit. Moewig (Terra Astra #41), 1972. Auch als: Wie es nicht geschrieben stand. Übersetzt von Biggy Winter. In: John Brunner: Zeiten ohne Zahl. Übersetzt von Biggy Winter. Heyne SF&F #4238, 1985, ISBN 3-453-31226-0.
- The Fullness of Time (1962, in: Science Fiction Adventures, No. 27)
  - Deutsch: Übersetzt von Horst Mayer in: Sturz in die Wirklichkeit. Pabel (Utopia Zukunftsroman #527), 1967. Übersetzt von H. P. Lehnert in: Im Chaos der Zeit. Moewig (Terra Astra #41), 1972. Auch als: Da die Zeit erfüllet ward. Übersetzt von Biggy Winter. In: John Brunner: Zeiten ohne Zahl. Übersetzt von Biggy Winter. Heyne SF&F #4238, 1985, ISBN 3-453-31226-0.

1963
- Some Lapse of Time (1963, in: Science Fantasy, #57 February)
- Jack Fell Down (1963, in: Science Fiction Adventures, No. 31)
- Singleminded (in: If, May 1963; auch: Single-Minded, 1967)
  - Deutsch: Das Mondprojekt. Übersetzt von Heinz Peter Lehnert. In: Der Traumplanet. Pabel-Moewig (Terra Astra #240), 1976.
- The Totally Rich (in: Worlds of Tomorrow, June 1963)
  - Deutsch: Die absolut Reichen. Übersetzt von Joachim Körber. In: Hans Joachim Alpers und Werner Fuchs (Hrsg.): Die Sechziger Jahre I. Hohenheim (Edition SF im Hohenheim Verlag), 1983, ISBN 3-8147-0034-1. Auch als: Die sehr Reichen. Übersetzt von Edda Petri. In: Josh Pachter (Hrsg.): Top Science Fiction. Heyne SF&F #4352, 1987, ISBN 3-453-00431-0.
- A Better Mousetrap (in: If, November 1963)

1964
- See What I Mean! (in: Analog Science Fact → Science Fiction, January 1964)
- The Bridge to Azrael (in: Amazing Stories, February 1964; auch: Endless Shadow)
  - Deutsch: Endlose Schatten. In: Endlose Schatten. Moewig (Terra Nova #145), 1970.
- Fair Warning (in: Analog Science Fact → Science Fiction, May 1964)
- The Last Lonely Man (in: New Worlds SF, #142 May-June 1964)
  - Deutsch: Der letzte Einsame. In: Science-Fiction-Stories 55. Ullstein 2000 #105 (3195), 1975, ISBN 3-548-03195-1. Auch als: Der letzte einsame Mensch. In: Christian Dörge (Hrsg.): Der silberne Spiegel. Apex, 2018, ISBN 978-3-7467-7457-2.
- Elixir for the Emperor (in: Fantastic Stories of Imagination, November 1964; auch: An Elixir for the Emperor, 1972)
  - Deutsch: Ein Elixier für den Imperator. Übersetzt von Hans Maeter. In: John Brunner: Von diesem Tage an. 1984.

1965
- Coincidence Day (in: Analog Science Fact → Science Fiction, February 1965)
  - Deutsch: Seltsame Zoo-Tiere. Übersetzt von Tony Westermayr. In: Der galaktische Verbraucher-Service. 1976.
- Orpheus’s Brother (in: Magazine of Horror, April 1965)
- Speech Is Silver (in: Amazing Stories, April 1965)
  - Deutsch: Reden ist Silber. Übersetzt von Tony Westermayr. In: Der galaktische Verbraucher-Service. 1976.
- Wasted on the Young (in: Galaxy Magazine, April 1965)
  - Deutsch: Verschwendet für die Jungen. Übersetzt von Hans Maeter. In: John Brunner: Von diesem Tage an. 1984.
- Nobody Axed You (in: New Worlds SF, #150 May 1965)
  - Deutsch: Zeit zum Töten. Übersetzt von Tony Westermayr. In: Der galaktische Verbraucher-Service. 1976.
- Planetfall (in: Analog Science Fiction → Science Fact, May 1965)
  - Deutsch: Auf dem Planeten. Übersetzt von Hans Maeter. In: John Brunner: Von diesem Tage an. 1984.
- Das Echo aus dem All. Moewig (Terra #403), 1965.
- Against the Odds (in: If, August 1965; auch: The Odds Against You, 1966)
- Even Chance (in: Analog Science Fiction → Science Fact, November 1965)
  - Deutsch: Gleiche Chance. Übersetzt von Hans Maeter. In: John Brunner: Von diesem Tage an. 1984.

1966
- The Warp and the Woof-Woof (in: Science Fantasy, February 1966)
  - Deutsch: Zwei Monde. Übersetzt von Tony Westermayr. In: Der galaktische Verbraucher-Service. 1976.
- The Evil That Men Do (2 Teile in: New Worlds, March 1966 ff.)
- The Long Way to Earth (in: If, March 1966)
- Children in Hiding (in: Galaxy Magazine, December 1966; auch: Seizure, 1968)
  - Deutsch: Die Babyplage. Übersetzt von Thomas Schlück. In: Walter Ernsting (Hrsg.): Galaxy 9. Heyne SF&F #3103, 1967.

1967
- The Nail in the Middle of the Hand (1967, in: John Brunner: Out of My Mind / Web of Everywhere)
- The Vitanuls (in: The Magazine of Fantasy and Science Fiction, July 1967)
  - Deutsch: Die Vitanulen. Übersetzt von Hans Maeter. In: John Brunner: Von diesem Tage an. 1984.
- Judas (1967, in: Harlan Ellison (Hrsg.): Dangerous Visions)
  - Deutsch: Judas. Übersetzt von Wulf H. Bergner. In: Rene Oth (Hrsg.): Und die Sterne fallen herab. Kerle #30078, 1967, ISBN 3-600-30078-4.

1968
- The Product of the Masses (in: If, April 1968)
  - Deutsch: Frühlingserwachen. Übersetzt von Tony Westermayr. In: Der galaktische Verbraucher-Service. 1976.
- Factsheet Six (in: Galaxy Magazine, July 1968)
  - Deutsch: Der Wirtschaftsbericht. Übersetzt von Thomas Schlück und Clark Darlton. In: Walter Ernsting und Thomas Schlück (Hrsg.): Galaxy 12. Heyne SF&F #3138, 1969. Auch als: Datenblatt sechs. Übersetzt von Hans Maeter. In: John Brunner: Von diesem Tage an. 1984.
- Pond Water (1968, in: Joseph Elder (Hrsg.): The Farthest Reaches)
  - Deutsch: Wasser aus dem Teich. Übersetzt von Yoma Cap. In: John Brunner: Fremde Konstellationen. 1985.

1969
- The Thing-of-the-Month Clubs (in: Galaxy Magazine, January 1969)
- The New Thing (in: If, December 1969)

1970
- Fifth Commandment (in: Vision of Tomorrow #6, March 1970)
  - Deutsch: Das fünfte Gebot. Übersetzt von Hans Maeter. In: John Brunner: Von diesem Tage an. 1984.
- Out of Mindshot (in: Galaxy Magazine, June 1970)
  - Deutsch: Außer Denkweite. Übersetzt von Yoma Cap. In: John Brunner: Fremde Konstellationen. 1985.
- Fairy Tale (in: Vision of Tomorrow #10, July 1970)
  - Deutsch: Im Land der Piskies. Übersetzt von Hans Maeter. In: John Brunner: Von diesem Tage an. 1984.
- Endlose Schatten. Moewig (Terra Nova #145), 1970.
- The Invisible Idiot (1970, in: Anthony Cheetham (Hrsg.): Science Against Man)

1971
- The Inception of the Epoch of Mrs. Bedonebyasyoudid (1971, in: Marilyn Hacker und Samuel R. Delany (Hrsg.): Quark/2)
  - Deutsch: Der Beginn der Epoche von Mrs. Bedonebyasyoudid. Übersetzt von Hans Maeter. In: John Brunner: Von diesem Tage an. 1984.
- Easy Way Out (in: If, May-June 1971; auch: The Easy Way Out, 1972)
  - Deutsch: Der einfache Ausweg. In: Science-Fiction-Stories 58. Ullstein 2000 #111 (3222), 1976, ISBN 3-548-03222-2. Auch als: Der Erlöser. In: John Brunner: Fremde Konstellationen. 1985.
  - Deutsch: Der einfache Ausweg. Übersetzt von Dolf Strasser. In: Science-Fiction-Stories 58. Ullstein 2000 #111 (3222), 1976, ISBN 3-548-03222-2. Auch als: Der Erlöser. Übersetzt von Yoma Cap. In: John Brunner: Fremde Konstellationen. 1985.
- Planet der Ausgestoßenen. Moewig (Terra Nova #179), 1971.

1973
- Who Steals My Purse (in: Analog Science Fiction/Science Fact, March 1973)
- You’ll Take the High Road (1973, in: Robert Silverberg (Hrsg.): Three Trips in Time and Space: Original Novellas of Science Fiction)

1974
- Bloodstream (in: Vertex: The Magazine of Science Fiction, June 1974)
- The Protocols of the Elders of Britain (1974, in: George Hay (Hrsg.): Stopwatch)
  - Deutsch: Die Geheimprotokolle der Räte von Britannien. Übersetzt von Yoma Cap. In: John Brunner: Fremde Konstellationen. 1985.
- What Friends Are For (1974, in: Terry Carr (Hrsg.): Fellowship of the Stars)
  - Deutsch: Wofür Freunde da sind. Übersetzt von Yoma Cap. In: John Brunner: Fremde Konstellationen. 1985.
- Lostling (1974, in: Roger Elwood (Hrsg.): The Far Side of Time: Thirteen Original Stories)

1975
- The Berendt Conversion (in: Ramparts, July 1975)
  - Deutsch: Die Berendt-Umwandlung. Übersetzt von Peter Pape. In: Wolfgang Jeschke (Hrsg.): Heyne Science Fiction Jahresband 1982. Heyne SF&F #3870, 1982, ISBN 3-453-30756-9.

1976
- Excerpt from a Social History of the 20th Century (1976, in: John Brunner: The Book of John Brunner)
- Feghoot II (1976, in: John Brunner: The Book of John Brunner)
- Feghoot III (1976, in: John Brunner: The Book of John Brunner)

1977
- The Taste of the Dish and the Savor of the Day (in: The Magazine of Fantasy and Science Fiction, August 1977)
  - Deutsch: Der Geschmack eines Gerichts und das Aroma des Tages. Übersetzt von Yoma Cap. In: John Brunner: Fremde Konstellationen. 1985.

1978
- The Suicide of Man (in: Isaac Asimov’s Science Fiction Magazine, July-August 1978)
  - Deutsch: Der Selbstmord der Menschheit. Übersetzt von Yoma Cap. In: John Brunner: Fremde Konstellationen. 1985. Auch als: Der Selbstmord des Menschen. Übersetzt von Edda Petri. In: Manfred Kluge (Hrsg.): Schöne Zukunftswelt: Utopische Geschichten. Heyne Allgemeine Reihe #6611, 1985, ISBN 3-453-02205-X.

1979
- Sentences of Death (1979, in: Robert Asprin (Hrsg.): Thieves’ World)
  - Deutsch: Todesurteile. Übersetzt von Lore Straßl. In: Robert Asprin (Hrsg.): Die Diebe von Freistatt. Bastei Lübbe Fantasy #20089, 1986, ISBN 3-404-20089-6.

1980
- X-Hero (in: Omni, March 1980)
  - Deutsch: Strahlender Held. Übersetzt von Kai Schätzl. In: Kai Schätzl und Karl-Heinz Schmitz (Hrsg.): Solaris-Almanach 6. Solaris, 1985, ISBN 3-923844-06-9.
- Three Nightmares in Brown (in: Something Else, #2 Winter 1980)
  - Deutsch: Drei Alpträume in Braun. Übersetzt von Thomas Schichtel. In: Klaus N. Frick (Hrsg.): Sagittarius 1986 / 1. ed. bogenschütze, 1986.

1981
- He Who Fights (1981, 2 Teile in: Ad Astra, Issue Fifteen ff.)
- The Complaints Department (in: Isaac Asimov’s Science Fiction Magazine, August 31, 1981)
- The Man Who Saw the Thousand Year Reich (1981)
  - Deutsch: Der Mann, der das tausendjährige Reich sah. Übersetzt von Martin Eisele. In: Ronald M. Hahn (Hrsg.): Cyrion in Bronze. Heyne SF&F #3965, 1983, ISBN 3-453-30897-2.

1982
- While There’s HOPE (1982)
  - Deutsch: Das Prinzip HOFFNung. Übersetzt von Horst Pukallus. In: Peter Wilfert (Hrsg.): Tor zu den Sternen. Goldmann Science Fiction #23400, 1981, ISBN 3-442-23400-X.
- The Devil You Don’t (1982, in: Fifty Extremely SF* Stories)
- Litmus Test (1982, in: Fifty Extremely SF* Stories)
- The Fire is Lit (in: Isaac Asimov’s Science Fiction Magazine, September 1982)
  - Deutsch: Die Flamme ist entfacht. Übersetzt von Horst Pukallus. In: Friedel Wahren (Hrsg.): Isaac Asimovs Science Fiction Magazin 18. Folge. Heyne SF&F #3998, 1983, ISBN 3-453-30934-0.

1983
- Fusing and Refusing (in: Isaac Asimov’s Science Fiction Magazine, January 1983)
- Traders of the Worst Bark (in: Science Fiction Review, Spring 1983)

1985
- Talion (in: Jim Baen und Jerry Pournelle (Hrsg.): Far Frontiers, Volume II/Summer 1985)

1986
- The Fellow Traveler (in: The Magazine of Fantasy & Science Fiction, October 1986)
  - Deutsch: Reisegefährten. Übersetzt von Ronald M. Hahn. In: Ronald M. Hahn (Hrsg.): Reisegefährten. Heyne SF&F #4485, 1988, ISBN 3-453-01018-3.

1987
- The Fable of the Farmer and Fox (in: Omni, June 1987)
  - Deutsch: Die Fabel vom Bauern und dem Fuchs. Übersetzt von Horst Kube. In: Ellen Datlow und Terri Windling (Hrsg.): Das neue Buch der Fantasy. Bastei Lübbe Paperback #28191, 1990, ISBN 3-404-28191-8.
- A Case of Painter’s Ear (1987, in: Roz Kaveney (Hrsg.): Tales from the Forbidden Planet)
- Mercy Worse Than None (1987, in: Robert Lynn Asprin und Lynn Abbey (Hrsg.): Aftermath)
  - Deutsch: Ein Erbarmen schlimmer als keines. Übersetzt von Lore Straßl. In: Robert Asprin und Lynn Abbey (Hrsg.): Im Herzen des Lichts. Bastei Lübbe Fantasy #20192, 1992, ISBN 3-404-20192-2.

1988
- An Entry That Did Not Appear in Domesday Book (in: Amazing Stories, March 1988)
- The Story of the Stellar Saurians (1988, in: Rob Meades und David B. Wake (Hrsg.): The Drabble Project)
- The Clerks of Domesday (1988, in: Ramsey Campbell (Hrsg.): Fine Frights: Stories That Scared Me)
- The Mark and the Card (in: Argos: Fantasy and Science Fiction Magazine, Spring 1988)
- The Two That It Took (The Fleet-Universum, 1988, in: David Drake und Bill Fawcett (Hrsg.): The Fleet)

1989
- A Glimpse of Tomorrow (in: Fear #4, January-February 1989)
- Dropping Ghyll (1989, in: Chris Morgan (Hrsg.): Dark Fantasies)
  - Deutsch: Bodenlos. Übersetzt von Marcel Bieger. In: Chris Morgan (Hrsg.): Schwarze Visionen. Droemer Knaur (Knaur Horror #70009), 1994, ISBN 3-426-70009-3.
- Of Course There Are Martians (in: Amazing Stories, September 1989)
- The Man With the Taste For Turkeys (1989)
  - Deutsch: Preisgekrönter Schund. Übersetzt von Michael Windgassen. In: Ronald M. Hahn (Hrsg.): Mr. Corrigans Homunculi. Heyne SF&F #4734, 1990, ISBN 3-453-04321-9.

1990
- The First Since Ancient Persia (in: Amazing Stories, July 1990)
- The Last Act in the Drama of World War II (in: Fear #19, July 1990)
- Moths (1990, in: David Sutton und Stephen Jones (Hrsg.): Dark Voices 2)
- The Pronounced Effect (in: Weird Tales, Summer 1990)

1991
- A Christmas Crime (in: Pulphouse: The Hardback Magazine, Issue Ten: Winter 1991)
  - Deutsch: Ein weihnachtliches Verbrechen. Übersetzt von Uwe Luserke. In: Wolfgang Jeschke und Uwe Luserke (Hrsg.): Frohes Fest! : Science-fiction-Weihnachts-Erzählungen. Heyne SF&F #4884, 1991, ISBN 3-453-05369-9.
- The Dragon of Aller (in: Amazing Stories, March 1991)
- A Mouthful of Gold (in: Starshore, Spring 1991)
- Ada Wilkins On-Line During Down Time (in: Analog Science Fiction and Fact, June 1991)
- At the Sign of the Rose (1991, in: Robert Silverberg, Chelsea Quinn Yarbro und John Brunner (Hrsg.): Beyond the Gate of Worlds)

1992
- In the Season of the Dressing of the Wells (1992, in: Martin H. Greenberg (Hrsg.): After the King: Stories in Honor of J. R. R. Tolkien)
  - Deutsch: Zeit der Brunnensegnung. Übersetzt von Karl-Heinz Ebnet. In: Martin H. Greenberg (Hrsg.): Die Erben des Rings: J. R. R. Tolkien zu Ehren. Bastei Lübbe, 1999, ISBN 3-404-13803-1.
- Break in the Ring (in: Far Point #4, May-June 1992)
- They Take (1992, in: David Sutton und Stephen Jones (Hrsg.): Dark Voices 4)
- Concerning the Forthcoming Inexpensive Paperback Translation of the Necronomicon of Abdul Alhazred (in: Weird Tales, Spring 1992)
- Who Lies Beneath a Spell (in: Weird Tales, Spring 1992)

1993
- Not All the Gay Pageants (1993, in: John Gregory Betancourt und Byron Preiss (Hrsg.): The Ultimate Zombie)
- Eight Limbs (1993, in: Peter Crowther (Hrsg.): Touch Wood)
- An Examination Paper (in: Weird Tales, Summer 1993)
- Taking Her Time (in: Weird Tales, Summer 1993)

1994
- Good with Rice (in: Asimov’s Science Fiction, March 1994)
  - Deutsch: Gut mit Reis. Übersetzt von Walter Brumm. In: Wolfgang Jeschke (Hrsg.): Partner fürs Leben. Heyne SF&F #5325, 1996, ISBN 3-453-08573-6.
- Written Backwards (1994, in: David Sutton und Stephen Jones (Hrsg.): Dark Voices 6: The Pan Book of Horror)
- Tantamount to Murder (1994, in: Stephen Jones (Hrsg.): The Mammoth Book of Frankenstein)

1995
- The Plot of His Ancestors (in: Asimov’s Science Fiction, March 1995)
- Real Messengers (1995, in: Peter Crowther (Hrsg.): Heaven Sent: 18 Glorious Tales of the Angels)
- All Under Heaven (in: Asimov’s Science Fiction, Mid-December 1995)
- The Emperor Who Had Never Seen a Dragon (1995, in: Terri Windling und Ellen Datlow (Hrsg.): Ruby Slippers, Golden Tears)

1996
- Amends (in: Asimov’s Science Fiction, March 1996)
- Thinkertoy (1996, in: Roger Zelazny (Hrsg.): The Williamson Effect)

1997
- Blood and Judgment (in: Asimov’s Science Fiction, April 1997)

2010
- A Place of Quiet Assembly (Warhammer / Gotrek and Felix, 2010, in: Hammer and Bolter, #1)

2012
- Larva (2012, in: Johnny Mains (Hrsg.): The Screaming Book of Horror)

### Anthologien
- Father of Lies / Mirror Image (1968; mit Irving A. Greenfield)
- The Evil That Men Do / The Purloined Planet (1969; mit Lin Carter)
- Beyond the Gate of Worlds (1991; mit Robert Silverberg und Chelsea Quinn Yarbro)